# ويلسون كروز
ويلسون كروز (بالإنجليزية: Wilson Cruz) (مواليد 27 ديسمبر 1973 في بروكلين، نيويورك)، هو ممثل ومنتج أمريكي بدأ مسيرته الفنية عام 1994.

## الأعمال
- آلي مكبيل
- إي آر
- مونك
- إن سي آي إس
- بوشنغ ديزيز
- غريز أناتومي
- هو ليس معجبا بك فحسب

## وصلات خارجية
- ويلسون كروز على موقع IMDb (الإنجليزية)
- ويلسون كروز على موقع روتن توميتوز (الإنجليزية)
- ويلسون كروز على موقع قاعدة بيانات برودواي على الإنترنت (الإنجليزية)
- ويلسون كروز على موقع إن إن دي بي (الإنجليزية)
- ويلسون كروز على موقع ديسكوغز (الإنجليزية)
- ويلسون كروز على موقع قاعدة بيانات الفيلم (الإنجليزية)
- ويلسون كروز على موقع كينوبويسك (الروسية)